# Dazkırı
Dazkırı là một huyện thuộc tỉnh Afyonkarahisar, Thổ Nhĩ Kỳ. Huyện có diện tích 392 km² và dân số thời điểm năm 2007 là 11165 người, mật độ 28 người/km².